# Labiatomyia markakolica
Labiatomyia markakolica är en tvåvingeart som beskrevs av Fedotova 1998. Labiatomyia markakolica ingår i släktet Labiatomyia och familjen gallmyggor. Inga underarter finns listade i Catalogue of Life.